# مهاجرین
مهاجرین (عربی: المهاجرون)؛ در اصطلاح اسلامی، به آن دسته از صحابه محمد گفته می‌شود که ساکن مکه بوده، سپس به حبشه یا مدینه هجرت کرده‌اند و بیشترشان از طوایف قریش بودند.
ابوبکر، عمر، عثمان، علی، ابوعبیده جراح و حمزه پسر عبدالمطلب از مشهورترین مهاجرین بودند.
هجرت در لغت به معنای مفارقت و جدایی است. در اصطلاح مسلمین اما هجرت به معنای ترک وطن کفار و انتقال به دارالاسلام است.

## هجرت به حبشه (اولین مهاجران در اسلام)
در سال پنجم بعثت گروهی از مسلمانان به دلیل اذیت و آزار قریش مجبور به ترک مکه و رفتن به حبشه شدند.
نخستین کسی که در اسلام هجرت کرد عثمان ابن عفان بود، با رقیه – دختر محمد– که در خانه وی بود.
اسامی نخستین مهاجر کنندگان به ترتیب:
1- عثمان بن عفان و همسرش رقیه –دختر سید-
2- ابوحذیفه ابن عتبه ابن ربیعه
3- زبیر ابن عوام
4- مصعب ابن عمیر
5- عبدالرحمن ابن عوف
6- ابوسلمه ابن عبدالاسد ابن هلال مخزومی
7- عثمان بن مظعون – بعنوان امیر مهاجرین
8- عامر ابن ربیعه
9- ابوسبره ابن ابی رهم
10- سهیل ابن بیضا
11- جعفر ابن ابی طالب
تا 83 مرد (بعضی با اهل و عیال و بعضی مجرد).

## هجرت به مدینه
بر طبق گزارش ابن هشام در سیره نبوی داستان هجرت محمد و مسلمانان همراهش از مکه به یثرب (مدینه) چنین بود:
محمد هر سال در موسم حج، به نزد قبایل مختلف رفته و آنها را از دعوت خویش آگاه ساخته و از آنها کمک می طلبید. در یکی از سال ها در زمان حج جماعتی از قوم خزرج با قافله حاجیان به مکه رفته بودند. محمد نزد آنان رفته و پس از آشنایی با آنان درباره دعوی خویش چنین می گوید:
"ای قوم بدانید که من پیغامبر خدایم و خدای مرا به خلق فرستاده است تا ایشان را به راه اسلام دعوت کنم و از بت پرستی باز دارم و راه رشاد و صواب ایشان را بنمایم. اکنون ای قوم خزرج، شما دعوت من قبول کنید و به راه اسلام درآیید و با من به نصرت دین حق بیعت کنید".
خزرجیان که در آن مجلس 6 نفر به نام های اسعد بن زاره، عوف ابن حارث، رافع ابن مالک، قطبه ابن عامر، عقبه ابن عامر و جابر ابن عبدالله بودند به محمد ایمان آورده و به یثرب (مدینه) بازگشتند و شروع به تبلیغ دین اسلام کردند. پس از گذشت یکسال دوازده تن از بزرگان یثرب به قصد دیدن محمد عازم مکه شده و با او بیعت کردند. این اولین بیعت در تاریخ اسلام بود که بر شش شرط استوار بود:
1. به خدا شرک نورزند
2. دزدی نکنند
3. زنا نکنند
4. فرزندان خود را به رسم جاهلیت نکشند
5. دروغ نگویند و تهمت نزنند
6. از محمد پیروی کنند [۵]

سپس محمد یکی از یاران خود به نام مصعب ابن عمیر را با آنها همراه کرد تا به یثرب رفته و قرآن به آنان بیاموزد. در مدت یکسال تعداد زیادی از مردم یثرب مسلمان شدند. سپس مصعب ابن عمیر  73 نفر از تازه مسلمانانان یثرب را به مکه برد تا با محمد بیعت کنند. محمد همراه با عموی خود عباس که در آن زمان هنوز مسلمان نشده بود ولیکن محمد را دوست می داشت و یاری می رساند در نیمه های شب به نزد تازه مسلمانان یثرب آمد. محمد در آن شب با آنان به شرط آنکه از وی همچون زن و بچه خود محافظت کنند بیعت کرد. همچنین از آنها قول گرفت که در هر حال وی را یاری کرده و با دوستانش دوستی و با دشمنانش دشمنی کنند. نخستین کسی که در آن جمع با محمد بیعت کرد براء ابن معرور بود و خطاب به محمد چنین گفت:
"فارغ بنشین و بیعت بکن که من همچنان که زن و فرزند خود را می کوشم، تو را نیز بکوشم و همچنان که ذب از حریم خود می کنم از آن تو نیز بکنم و به خون و مال از تو برنگردم و با دوست تو دوست باشم و با دشمن تو دشمن باشم. دل خوش دار که ما اهل جنگ و کارزاریم و اهل حلقه و نیزه ایم و صنعت حرب و قتال از پدران به میراث داریم و شب و روز این کار ورزیم و شجاعت و مردانگی ما در جمله عرب می دانند".
سپس بقیه افراد نیز با همان شرایط بیعت کرده و از میان خود دوازده نقیب برگزیدند. نه نقیب از قوم خزرج و سه نقیب از قوم اوس. محمد به آنها گفت که شما دوازده نفر حواریون من هستید همانند حواریون عیسی! سپس تازه مسلمانان به یثرب بازگشتند.
در آن روزها اذیت و آزار قریش به بیشترین حد خود رسیده و محمد به مسلمانان مکه فرمان هجرت (به مدینه) داده بود. اول کسی که به سمت مدینه هجرت کرد ابوسلمه ابن عبدالاسد بود. سپس عامر ابن ربیعه و بعد از وی عبدالله ابن جحش بود. پس از آنها عمر ابن خطاب و عیاش ابن ابی ربیعه به مدینه هجرت کردند. سپس تمام مسلمانان به تدریج به مدینه رفتند و تنها سه نفر از مسلمانان در مکه ماند. محمد، ابوبکر و علی.
بر پایهٔ روایت‌های اسلامی، قریش از بیرون رفتن مسلمانان از مکه آگاه شد و برای کشتن محمد نقشه‌ای را به اجرا گذاشت. محمد به کمک علی که در بستر وی خوابید، کسانی که نگهبانش بودند را گمراه کرد و پنهانی به همراه ابوبکر از شهر بیرون رفت. به این سان در سال ۱ ه‍.ق/۶۲۲ م (برابر با سال سیزدهم پس از آغاز دعوت خود) محمد به مدینه، که یک واحه (آبادی) کشاورزیِ بزرگ بود، هجرت کرد و همراهان وی که با او از مکه به مدینه مهاجرت کردند به مهاجران شهرت یافتند و مردم یثرب که محمد و مهاجران را یاری رسانده بودند، انصار نامیده شدند. بعدها (در زمان عمر ابن خطاب خلیفه دوم) این هجرت، مبدأی تاریخ مسلمانان شد. مدینه تا پیش از هجرت محمد «یثرب» نامیده می‌شد و پس از این هجرت «مدینة النبی» یا به‌اختصار «مدینه» (برگرفته از مدینة النبی یا المدینة المنورة) خوانده شد.

## مهاجران در قرآن
در قرآن آیات زیادی در مدح و ستایش مهاجران، بالاخص نخستین آنها وجود دارد. برای مثال در آیه 100 سوره توبه، به مهاجران نخستین پاداش بهشت وعده داده شده است.
و پيشگامان نخستين از مهاجران و انصار و كسانى كه با نيكوكارى از آنان پيروى كردند خدا از ايشان خشنود و آنان [نيز] از او خشنودند و براى آنان باغهايى آماده كرده كه از زير [درختان] آن نهرها روان است هميشه در آن جاودانه‏ اند اين است همان كاميابى بزرگ.